# Wonosobo (plaats in Wonosobo)
Wonosobo is een bestuurslaag in het regentschap Tanggamus van de provincie Lampung, Indonesië. Wonosobo telt 1150 inwoners (volkstelling 2010).